# Rahumäe, Põlvamaa
Rahumäe är en ort i Estland. Den ligger i Räpina kommun och landskapet Põlvamaa, i den sydöstra delen av landet, 220 km sydost om huvudstaden Tallinn. Rahumäe ligger 46 meter över havet och antalet invånare är 101.
Terrängen runt Rahumäe är mycket platt, och sluttar österut. Runt Rahumäe är det glesbefolkat, med 10 invånare per kvadratkilometer. Närmaste större samhälle är Räpina, 4,3 km nordost om Rahumäe. I omgivningarna runt Rahumäe växer i huvudsak blandskog.